# Roche Faurio
La Roche Faurio (3.730 m s.l.m.) è una montagna del Massiccio degli Écrins che si trova nel dipartimento francese dell'Isère.

## Caratteristiche
La montagna si trova all'incrocio di tre creste di montagne. La prima con andamento nord-est conduce al Pic de Neige Cordier; la seconda si dirige prima verso nord-ovest e poi verso nord fino alla Grande Ruine; infine la terza andando verso sud scende al  Col des Écrins e poi rimonta alla Barre des Écrins.

## Salita alla vetta

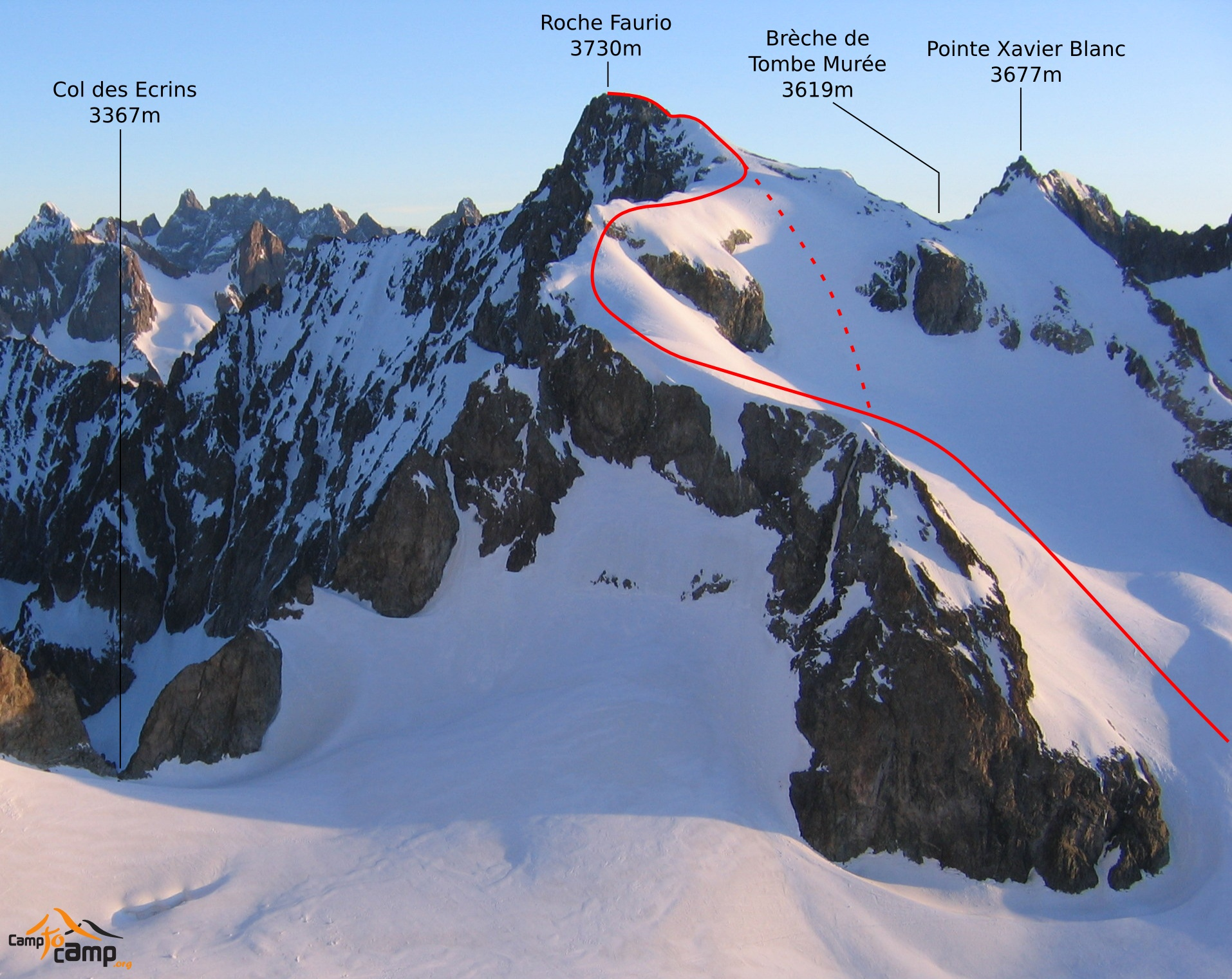
Descrizione della via normale di salita alla vetta dal Rifugio des Écrins.

Si può salire sulla vetta partendo dal Rifugio des Écrins percorrendo il più facile versante sud-est.